# SK뷰
SK뷰(SK VIEW)는 SK에코플랜트가 짓는 복합 아파트 브랜드 이름이다.

## 단지 현황
| 단지 이름            | 소재지                                  | 세대     | 입주            | 난방 방식          |
| -------------------- | --------------------------------------- | -------- | --------------- | ------------------ |
| 반포 SK뷰            | 서울특별시 서초구 반포동                | 63세대   | 2006년 12월     | 개별난방, 도시가스 |
| 대치 SK뷰            | 서울특별시 강남구 대치동                | 239세대  | 2017년 6월      | 개별난방, 도시가스 |
| 남산 SK 리더스 뷰    | 서울특별시 중구 회현동1가 206           | 233세대  | 2009년 12월     | 개별난방, 도시가스 |
| 오륙도 SK뷰          | 부산광역시 남구 용호동                  | 3000세대 | 2008년 8월      | 개별난방, 도시가스 |
| 대연 SK뷰 힐스       | 부산광역시 남구 대연동                  | 1174세대 | 2018년 8월      | 개별난방, 도시가스 |
| 대연 SK뷰            | 부산광역시 남구 대연동                  | 454세대  | 2007년 7월      | 개별난방, 도시가스 |
| 해운대 SK뷰          | 부산광역시 해운대구 중동                | 183세대  | 2011년 1월      | 개별난방, 도시가스 |
| 온천동 SK 허브스카이 | 부산광역시 동래구 온천동                | 814세대  | 2006년 10월     | 개별난방, 도시가스 |
| 금정산 SK뷰          | 부산광역시 금정구 장전동                | 1306세대 | 2010년 8월      | 개별난방, 도시가스 |
| 수성 SK 리더스 뷰    | 대구광역시 수성구 동대구로 95           | 788세대  | 2010년 10월     | 개별난방, 도시가스 |
| 인천 SK스카이뷰      | 인천광역시 미추홀구 용현동              | 3971세대 | 2016년 6월      | 지역난방, 열병합   |
| 송도 SK뷰            | 인천시 연수구 송도국제도시 315-1번지    | 2100세대 | 2019년 9월 예정 | 지역난방, 열병합   |
| 청라 SK뷰            | 인천광역시 서구 솔빛로 93               | 879세대  | 2011년 12월     | 지역난방, 열병합   |
| 은행3단지 SK뷰       | 경기도 고양시 일산동구 식사동 1474      | 539세대  | 2003년 8월      | 개별난방, 도시가스 |
| 수원 SK 스카이뷰     | 경기도 수원시 장안구 정자동 945         | 3498세대 | 2013년 5월      | 지역난방, 열병합   |
| 권선 SK뷰            | 경기도 수원시 권선구 권선동 1035        | 1018세대 | 2008년 11월     | 지역난방, 열병합   |
| 배곧 SK뷰            | 경기도 시흥시 정왕동 시흥군자지구 7블럭 | 1442세대 | 2015년 7월      | 지역난방, 열병합   |
| 신동탄 SK뷰park      | 경기도 화성시 반월동                    | 1967세대 | 2015년 2월      | 지역난방, 열병합   |
| 신동탄 SK뷰park 2차  | 경기도 화성시 기산동                    | 1196세대 | 2017년 8월      | 지역난방, 도시가스 |

### 건설 예정인 단지
- 수영 SK뷰 (부산광역시 수영구)
- 시청역 SK뷰 (부산광역시)
- 서산 예천 SK뷰 (충청남도 서산시)

## 갤러리

SK뷰 아파트